# Tobias Kreter
Tobias Kreter (* 1982 in Münster) ist ein deutscher Designer für digitale Medien und Professor für Game Art and Design an der Hochschule der bildenden Künste Essen.

## Leben
Kreter studierte von 2003 bis 2009 an der Köln International School of Design, Fachhochschule Köln und schloss als Dipl.-Des. (FH) ab. Es folgte von 2011 bis 2013 ein Studium am Cologne Game Lab, Fachhochschule Köln, das er mit dem Grad M.A. Game Development & Research abschloss. Von 2017 bis 2019 erfüllte er Lehraufträge an der Fachhochschule Aachen im Fachbereich Gestaltung. Seit 2019 ist er als hauptamtlich Lehrender und seit 2020 als Professor im Studiengang Game Art and Design (B.A.) an der Hochschule der bildenden Künste Essen tätig. Von 2019 bis 2022 war er Leiter des Fachgebiets Game Art and Design und von 2021 bis 2024 Vizepräsident der Hochschule.

## Forschung
Der Arbeitsschwerpunkt von Kreter liegt an der Schnittstelle von Technologie, Design und Kunst. Mit spielerisch erkundender Interaktion schafft er Installationen, Exponate und Anwendungen aus den Bereichen Virtual Reality, Augmented Reality sowie Desktop Apps und Mobile Apps.